# Белау, Елена
Елена Белау (нем. Helene Böhlau; 22 ноября 1859, Веймар — 26 марта 1940, Аугсбург) — немецкая писательница, феминистка.

## Биография
Дочь издателя и книготорговца. Получила хорошее домашнее образование. Для продолжения учёбы была отправлена в поездку за границу. В Османской империи познакомилась и вышла замуж за учёного и архитектора Фридриха Арнда, позже принявшего ислам и сменившего имя на Омар-эль-Рашид-бей. Позже она переселилась в Мюнхен.

## Творчество
Первые литературные опыты Е. Белау относятся к так называемому «семейному роману».
Первый роман писательницы Reines Herzens schuldig вышел в 1888 году. О Е. Белау впервые заговорили по поводу её романа Der Rangierbahnhof (1896), в котором можно было найти правдивое изображение реальной жизни. Со временем писательница сделалась убежденной выразительницей идей феминизма. Такой характер носят, например, её произведения Das Recht der Mutter (1896), Schlimme Flitterwochen (с резкими нападками на мужчин), Halbthier! (1899).
Являлась представителем натурализма в немецкой литературе (Der Rangierbahnhof, Das Recht der Mutter и Halbtier!).
Призывая немецких женщин к обновлению, разъясняя им их права, призвание и долг, Е. Белау, однако, отнюдь не идеализировала современных ей представительниц женского общества: она находила у них много отрицательных свойств, которые должны быть устранены, чтобы появление «новой Евы» стало возможным.
В Halbthier! затронут вопрос о воспитании молодого поколения, о развращающем влиянии дурного примера, подрывающего всякое уважение к старшим. 
Кроме романов, написала ряд повестей о старом Веймаре, из жизни веймарского общества времен Гёте. Совершенно особый, лишенный всякой тенденции характер, носят прелестные «картинки старой веймарской жизни»: автор очень тепло относится здесь к провинциальному обществу доброго старого времени, хотя и стремится, в то же время, к лучшему будущему (Die Kristallkugel, Sommerbuch, Altweimarsche Geschichten).
Большой популярностью пользовались её романы Ratsmädelgeschichten (1888; переиздания 1897, 1905 и 1923) и Altweimarischer Geschichten (1897).
Е. Белау считалась одним из наиболее видных писателей своего времени. Была награждена премией Немецкого фонда Шиллера в Веймаре.

## Избранные произведения
- Novellen (1882)
- Es hat nicht Sein Sollen (1891)
- Das Recht der Mutter (1896; 1903)
- Neue Ratsmädel-und Weimarische Geschichten (1897)
- Halbtier (1899)
- Sommerbuch (1902)
- Die Kristallkugel (1903)
- Isebies (1911).